# سنة جديدة سعيدة (فلم فرنسي)
سنة جديدة سعيدة (بالفرنسية: La bonne année) فيلم دراما، كوميدي وجريمة للمخرج الفرنسي كلود ليلوش لعام 1973. كتب السيناريو ليلوش بمساعدة بيير أوترهوفن، وكانت البطولة للنجوم لينو فينتورا، وفرانسواز فابيان، وتشارلز جيرار. يروي الفيلم قصة سيمون بعد إطلاق سراحه من السجن على ما يبدو بموجب عفو العام الجديد، ويحاول التقاط خيوط حياة تغيرت، ويخطط لسرقة صائغ مجوهرات. صدر الفيلم إلى دور العرض الفرنسية في 13 أبريل 1973.

## طاقم التمثيل
لينو فينتورا: في دور سيمون
فرانسواز فابيان: في دور فرانسواز
تشارلز جيرارد: في دور شارلوت
أندريه فالكون: في دور صائغ
ليلو دي لا باسارديير: في دور السيدة فيليكس
كلود مان: في دور كلود
فريديريك دي باسكوال: في دور هنري
جيرار سيري: في دور مدير السجن
سيلفانو ترانكويلي: في دور عاشق إيطالي
بيتينا ريميس: في دور نيكول
جورج ستاكيه: في دور المفوض
هاري والتر: في دور المفتش الأول
إيلي شوراقي: في دور ميشيل باربييه
ميشيل بيرتاي: في دور سائق تاكسي
بالاشتراك مع: ميشو - ميراي ماتيو - أندريه باريلو - نورمان دي لا تشيسناي - بيير ايدلين - بيير كوتييه - جوزيف ريثمان - جاك فيليو - بيير بونتيش.

## ملخص أحداث الفيلم
يقضي رجل العصابات سيمون (لينو فينتورا) وشريكه المخلص شارلوت (تشارلز جيرارد) عطلة في مدينة كان. يتضح ان لديهم خطة لسرقة متجر المجوهرات «فان كليف آند أربلز» يراقبون ويسجلون تحركات الموظفين وإجراءات الأمن. يتنكر سيمون في زي رجل عجوز ثري، ويتعرف على المدير عن طريق اختيار أشياء لأخت مريضة مزعومة. كما أنه يشتت انتباهه بواسطة فرانسواز المالكة الجميلة لمتجر التحف المجاور، التي تعيش بمفردها وترغب في الاستمتاع بالمواعدة.
يتمكن شارلوت في ليلة السرقة، من الاختباء في المتجر وقت الإغلاق، وعند الهجوم والتهديد بالسلاح، يقوم المدير بملء ملف حقيبة بكل الجواهر والنقود، ثم يسمح لسيمون بالدخول ويرحل مع المسروقات في زورق سريع. بينما يقوم سايمون بربط المدير وتكميمه، فإن المكان محاصر بقوات الشرطة لأن الإنذار قد تم إطلاقه. تزور فرانسواز سيمون في السجن وتوعده بأنها ستنتظره.
تمر ست سنوات، ولم تعثر الشرطة على شارلوت أو أي من المسروقات، ويفكروا في خطة، سوف يطلقون سراح سيمون مبكرًا ويراقبوا، ولكنه يفلت من مطارديه ويجد شارلوت، الذي يعطيه نصيبه ويقوده إلى المطار في رحلة إلى البرازيل، وأثناء انتظار استدعاء رحلته، يتصل بفرانسواز، التي تخبره أن يأتي إلى شقتها على الفور، وهذا ما يفعله حقاً.

## استقبال الفيلم
منح موقع الطماطم الفاسدة الفيلم تقييم مقداره 50% بناء على آراء 8 نقاد سينمائيين.
كتب ديف كير من صحيفة شيكاغو ريدر بتاريخ 15 يناير 2008: «المزيد من الهراء من كلود ليلوش».
كتبت جوديث كريست من مجلة مجلة نيويورك / فالتشر بتاريخ 2 أكتوبر 2019: «بصفته صانع أفلام ثلاثي التهديد - منتجًا ومخرجًا وكاتبًا - قدم ليلوش فيلمًا ثلاثي المستوى يعمل كإثارة ورومانسية وقصة إنسانية، وينبع من الأناقة في كل خطوة على الطريق».
كتب فنسنت كانبي من صحيفة نيويورك تايمز بتاريخ 15 يناير 2008: «إنه مثل فقاعات من حين لآخر، ولكن مثل المشروبات الغازية منخفضة السعرات الحرارية».

## إعادة إنتاج الفيلم
تمت إعادة إنتاج الفيلم تحت عنوان «عامًا جديدًا سعيدًا Happy New Year» عام 1987، من إخراج جون جي أفيلدسن وبطولة بيتر فولك وتشارلز دورنينج وتوم كورتيناي.

## الجوائز والترشيحات
جوائز الأكاديمية البريطانية للأفلام 1975: BAFTA ترشح لجائزة أنتوني أسكويث لموسيقى الأفلام (فرانسيس لاي).
جوائز ديفيد دي دوناتيلو 1974: فاز بجائزة خاصة لديفيد فرانسواز فابيان، ولينو فينتورا، لأدائهم المتميز.
مهرجان سان سيباستيان السينمائي الدولي 1973: فاز بجائزة أفضل ممثلة (فرانسواز فابيان)، وفاز بجائزة أفضل ممثل (لينو فينتورا).
جوائز سانت جوردي 1974: Sant Jordi Awards فاز بجائزة أفضل أداء في فيلم أجنبي (لينو فنتورا).
جوائز جمعية نقاد السينما التركية (سياد) 1975: (SIYAD) Awards ترشح لجائزة أفضل فيلم أجنبي.

## روابط خارجية
- مقالات تستعمل روابط فنية بلا صلة مع ويكي بيانات